# Аркесилай
Вижте пояснителната страница за други личности с името Аркесилай.
Аркесилай от Питана е гръцки философ, основател на втората или средната академия или фазата на академичния скептицизъм. Архелай наследява Кратет Атински като шести схоларх на Академията през 264 г. пр.н.е.. Идеите му не са запазени в писмена форма, така че за тях може да се съди само по вторични източници. Запомнящо се определение на неговото еклектично философстване дава опонентът му Аристон от Хиос: „От към главата – Платон, откъм опашката – Пирон, а по средата Диодор“.

## Живот
Аркесилай е роден в Питана в Еолида. Учи при математика Автолик от Питана, с когото заминава за Сарди. След това учи реторика в Атина, но приема философията и става ученик първо на Теофраст, а после и на Крантор. Впоследствие става близък с Полемон и Кратет и застава начело на школата.
Диоген Лаерций казва, че като наследника си Лакид, той умира от прекомерна употреба на алкохол, но признанията на другите (като Клеант) и собствените му идеи дискредитират тази история и той си остава доста уважаван от атиняните.

## Идеи
Аркесилай се застъпва за скептицизма. От гледна точна на Сократовото „Аз знам, че нищо не знам“, той твърди, че не е сигурен дори и в това. Той се застъпва за епохе, тоест спиране на рационалните съждения. Според него „вероятността е достатъчен мотив за действието“. Пише произведенията си в стихотворна форма. Аркесилай смята, че трябва да обръщаме внимание на себе си и живота си, а не на външните обекти.
Той е първият член на академията, който заема позицията на философския скептицизъм, тоест се съмнява в способността на сетивата да открият истината за света, макар че продължава да вярва в съществуването на самата истина. Главните му опоненти са стоиците и тяхната вяра, че реалността може да бъде разбрана със сигурност.